# Campsicnemus digitatus
Campsicnemus digitatus är en tvåvingeart som beskrevs av Joaquin A. Tenorio 1969. Campsicnemus digitatus ingår i släktet Campsicnemus och familjen styltflugor. Inga underarter finns listade i Catalogue of Life.